# Bandera de Camaleño
La bandera de Camaleño es uno de los símbolos del municipio español de Camaleño (Cantabria), junto a su escudo. Es de paño rectangular, de proporciones 2:3, con una franja horizontal al centro de color amarillo de 1:5 del ancho, blanca la porción superior y verde la inferior. El color blanco representa a la nieves que todos los inviernos cubren dicho municipio de montaña; el amarillo hace referencia al oro, metal que representa el lignum crucis; y el verde hace alusión a los campos, prados y bosques que configuran este municipio.
La bandera fue adoptada en sesión plenaria celebrada por el ayuntamiento el día 28 de noviembre de 1996 siendo autorizada por el Consejo de Gobierno de Cantabria el día 2 de julio de 1998, previo informe favorable emitido por la Real Academia de la Historia.